# چگونه دختر را به دست می‌آوری
«چگونه دختر را به دست می‌آوری» (انگلیسی: How You Get the Girl) ترانه‌ای از خواننده-ترانه‌سرای آمریکایی تیلور سوئیفت است که در پنجمین آلبوم استودیویی او، ۱۹۸۹ (۲۰۱۴) منتشر شد. او این ترانه را با تهیه‌کنندگان آن، مکس مارتین و شلبک، نوشت. این ترانه که در سبک الکتروپاپ و بابلگام پاپ است، یک بالاد محسوب می‌شود که شامل نواختن‌های گیتار آکوستیک و ریتم سنگین دیسکو می‌شود. در متن ترانه سوئیفت به یک مرد می‌گوید چگونه پس از جدایی، معشوقه سابقش را بازگرداند.
برخی از منتقدان موسیقی این ترانه را به دلیل جذابیت و پرانرژی بودن تحسین کردند؛ آن‌ها به‌ویژه کورس و نحوه ترکیب عناصر آکوستیک و الکترونیک در این قطعه را برجسته کردند. نقدهای کمتر مشتاق، تولید را کلیشه‌ای و متن را سبک‌وزن دانستند. «چگونه دختر را به دست می‌آوری» در چارت بابلینگ آندر هات ۱۰۰ در ایالات متحده و چارت ۱۰۰ تک‌آهنگ داغ کانادا در کانادا قرار گرفت. این ترانه در استرالیا، نیوزیلند، بریتانیا و ایالات متحده گواهی‌نامه‌هایی دریافت کرد. سوئیفت این ترانه را در فهرست برنامه‌های تور جهانی ۱۹۸۹ (۲۰۱۵) گنجاند، با رقص‌پردازی‌هایی که یادآور فیلم موزیکال آواز در باران (۱۹۵۲) بود. او این ترانه را در برخی از تاریخ‌های تورهای بعدی‌اش، تور استادیومی اعتبار (۲۰۱۸) و تور استادیومی اعتبار(۲۰۲۳–۲۰۲۴) اجرا کرد. این قطعه پیش از انتشار در یک آگهی تبلیغاتی نوشابه رژیمی استفاده شد.
پس از مناقشه‌ای در سال ۲۰۱۹ دربارهٔ مالکیت کاتالوگ قدیمی‌اش، سوئیفت این ترانه را به‌عنوان «چگونه دختر را به دست می‌آوری (نسخه تیلور)» برای چهارمین آلبوم بازضبط‌شده‌اش، ۱۹۸۹ (نسخه تیلور) (۲۰۲۳) بازضبط کرد. او نسخه جدید را با کریستوفر رو تولید کرد. منتقدان موسیقی معتقد بودند که این نسخه صدایی پرجنب‌وجوش و کیفیت تولیدی بهبودیافته دارد. این قطعه در چارت بیلورد گلوبال ۲۰۰ به رتبه ۲۹ رسید و در چارت‌های ملی کانادا، نیوزیلند و ایالات متحده به ۴۰ ترانه برتر راه یافت.

## پیش‌زمینه و انتشار
تیلور سوئیفت تا زمان انتشار چهارمین آلبوم استودیویی‌اش، سرخ (۲۰۱۲)، به‌عنوان موسیقی‌دان کانتری شناخته می‌شد. این آلبوم شامل سبک‌های متنوع پاپ و راک فراتر از سبک‌های کانتری آلبوم‌های قبلی او بود، که باعث شد روزنامه‌نگاران هویت او به‌عنوان یک هنرمند موسیقی کانتری را زیر سؤال ببرند. او در سال ۲۰۱۳، حین برگزاری تور سرخ (۲۰۱۳–۲۰۱۴)، شروع به نوشتن ترانه‌هایی برای پنجمین آلبوم استودیویی خود کرد و آن را ۱۹۸۹ به نام سال تولدش نام‌گذاری کرد تا نشانه‌ای از بازآفرینی هنری‌اش باشد. سوئیفت این آلبوم را به‌عنوان اولین «آلبوم پاپ رسمی» خود توصیف کرد، که از سینث پاپ دهه ۱۹۸۰ و تجربه‌های موسیقایی الهام گرفته بود. بیگ ماشین رکوردز آلبوم ۱۹۸۹ را در ۲۷ اکتبر ۲۰۱۴ منتشر کرد که با استقبال منتقدان و موفقیت تجاری روبه‌رو شد؛ «چگونه دختر را به دست می‌آوری» دهمین قطعه این آلبوم است.
در ایالات متحده، «چگونه دختر را به دست می‌آوری» در تاریخ ۱۵ نوامبر ۲۰۱۴ به رتبه چهارم در چارت بیلورد باببلینگ آندر هات ۱۰۰ رسید. در ژوئیه ۲۰۱۸، این ترانه گواهی‌نامه طلایی گواهی‌نامه از انجمن صنعت ضبط موسیقی ایالات متحده آمریکا دریافت کرد. این قطعه در کانادا در رتبه ۸۱ چارت ۱۰۰ تک‌آهنگ داغ کانادا قرار گرفت. «چگونه دختر را به دست می‌آوری» در استرالیا گواهی‌نامه پلاتین، در نیوزیلند گواهی‌نامه طلایی، و در بریتانیا گواهی‌نامه نقره‌ای دریافت کرد.

## تولید و ترکیب‌بندی
مکس مارتین و شلبک هفت قطعه از سیزده قطعه نسخه استاندارد ۱۹۸۹ را تولید کردند، از جمله «چگونه دختر را به دست می‌آوری». سوئیفت این ترانه را با همکاری مارتین و شلبک نوشت، که هر دو برنامه‌نویسی آن را انجام دادند و کیبورد الکترونیک نواختند. این قطعه توسط سام هلند درکان‌وی رکوردینگ استودیوز در لس آنجلس و توسط مایکل ایلبرت در استودیوهای MXM در استکهلم، سوئد ضبط شد. این ترانه توسط سربن غنا در استودیوهای میکس‌استار در ویرجینیا بیچ، ویرجینیا میکس و توسط تام کویین در استرلینگ ساند در نیویورک مستر شد.
«چگونه دختر را به دست می‌آوری» چهار دقیقه و هفت ثانیه مدت زمان دارد. روزنامه‌نگاران موسیقی آن را یک قطعه الکتروپاپ و بابلگام پاپ با ریتم میان‌تمپو و فضایی رؤیایی بالادیک شناسایی کردند. «چگونه دختر را به دست می‌آوری» شامل نواختن‌های گیتار آکوستیک، ریتم سنگین به سبک دیسکو، و پرکاشن صوتی بیت‌باکسینگ است. امی پتیفر از دی کوییتوس فاصله استعاری و حس مالیخولیایی این ترانه را به موسیقی سیندی لاپر، بنگلز، و استیوی نیکس تشبیه کرد، در حالی که تام بریهان از استریوگام معتقد بود که این ترانه عناصر درخشانی از موسیقی دبی گیبسون دارد.
در دفترچه فیزیکی ۱۹۸۹، سوئیفت برای هر قطعه یک پیام مخفی ارائه کرد که در مجموع داستان کوتاهی را روایت می‌کند که بازتاب‌دهنده تم خودیابی آلبوم است. پیام مخفی برای «چگونه دختر را به دست می‌آوری» این بود: «سپس یک روز او بازگشت». او این قطعه را به‌عنوان یک آموزش به مردی توصیف کرد که چگونه معشوقه سابقش را شش ماه پس از خراب کردن رابطه‌شان بازگرداند. در ورس دوم، سوئیفت به مرد می‌گوید که لحظات خوب بین او و زن را به خاطر بیاورد («به او بگو چگونه باید عقلت را از دست داده باشی/ وقتی او را تنها گذاشتی/ و هرگز به او نگفتی چرا»). او در پیش‌کورس توضیح می‌دهد: «این‌گونه بود که دختر را از دست دادی». او در کورس به شکل کارت‌های راهنما به او دستور می‌دهد که برای بخشیده شدن توسط زن، باید تعهد خود را در رابطه نشان دهد («سپس بگو/ تو را برای بدتر یا بهتر می‌خواهم/ برای همیشه و همیشه صبر می‌کنم/ قلب تو را شکستم، آن را دوباره درست می‌کنم/ برای همیشه و همیشه صبر می‌کنم»). پایان‌بندی، که به زمان گذشته نوشته شده، به اتحاد مجدد دو عاشق و پایانی خوش اشاره دارد («و این‌گونه کار می‌کند/ این‌گونه بود که دختر را به دست‌آوردی»). پتیفر تصاویر متنی ترانه را شبیه به «قصه‌های پریان شیرین» یافت.

## جدول‌ها
| جدول (۲۰۱۴)                                        | بالاترین جایگاه |
| -------------------------------------------------- | --------------- |
| کانادا (۱۰۰ تک‌آهنگ داغ کانادا)                     | ۸۱              |
| ایالات متحده فوران‌کننده زیر ۱۰۰ آهنگ داغ (بیلبورد) | ۴               |

| جدول (۲۰۲۳)                    | بالاترین جایگاه |
| ------------------------------ | --------------- |
| کانادا (۱۰۰ تک‌آهنگ داغ کانادا) | ۳۴              |
| ۲۰۰ آهنگ جهانی (بیلبورد)       | ۲۹              |
| نیوزیلند (ریکوردد میوزیک ان‌زد) | ۳۱              |
| بیلبورد هات ۱۰۰ ایالات متحده   | ۴۰              |

## گواهینامه‌ها
| منطقه                                   | گواهی  | واحد گواهی‌شده/فروش |
| --------------------------------------- | ------ | ------------------ |
| استرالیا (آی‌اف‌پی‌آی استرالیا)            | پلاتین | ۷۰٬۰۰۰             |
| نیوزیلند (آرآی‌ای‌ان‌زد)                   | طلا    | ۷٬۵۰۰              |
| بریتانیا (بی‌پی‌آی)                       | نقره   | ۲۰۰٬۰۰۰            |
| ایالات متحده (آرآی‌ای‌ای)                 | طلا    | ۵۰۰٬۰۰۰            |
| رقم فروش+پخش جاری تنها بر پایهٔ گواهی‌ها. |        |                    |